# Provincia de Cuando Cubango
Cuando Cubango, también conocida como Kuando Kubango, fue una de las provincias de Angola hasta su división en 2024 en las provincias de Cuando y de Cubango. Estaba situada en el extremo suroriental del país, en la región fronteriza con Namibia y Zambia.

## Municipios con población estimada en julio de 2018
- Calai 25,517
- Cuangar 32,055
- Cuchi 48,397
- Cuito Cuanavale 45,987
- Dirico 17,038
- Mavinga 30,636
- Menongue 361,446
- Nancova 3,150
- Rivungo 37,228

## Geografía
Tenía un área de 199.049 km² y una población de aproximadamente 140.000 habitantes. Menongue era la capital de la provincia.
El nombre de la provincia deriva del nombre de dos ríos, el Cuando y el Cubango, que discurren por el este y el oeste de la provincia, respectivamente.

## Municipios
Esta provincia comprendía los siguientes nueve municipios:
- Calai,
- Cuangar,
- Cuchi,
- Cuito Cuanavale,
- Dirico,
- Mavinga,
- Menongue,
- Nancova, (Vilanova da Armada)
- Rivungo,(Santa Cruz do Cuando)

## Comunas
La provincia estaba formada por 29 comunas distribuidas entre sus municipios conforme al siguiente detalle:
- Municipio de Calai: 
  - Calai, Maúe y Mavengue.
- Municipio de Cuangar: 
  - Cuangar, Savate y Bondo.
- Municipio de Cuchi: 
  - Cuchi, Cutato, Chinguanja y Muila.
- Municipio de Cuito Cuanavale: 
  - Cuito Cuanavale, Longa, Lupire y Baixo Longa.
- Municipio de Dirico: 
  - Dirico, Xamavera y Mucusso.
- Municipio de Mavinga: 
  - Mavinga, Cunjamba Dime, Cutuile y Luengue.
- Municipio de Menongue: 
  - Menongue, Cueio y Caiundo.
- Municipio de Nancova: 
  - Nancova y Rito.
- Municipio de Rivungo: 
  - Rivungo, Luiana y Chipundo Neriquinha.

## Economía
Región rica en recursos naturales, favorables al desarrollo de actividades turísticas, tales como la práctica de caza, apertura de restaurantes, campamentos de recreación, entre otras opciones.
Los municipios de Rivungo, Mavinga, Dirico y Cuangar se beneficiarán del  proyecto transfronterizo Okavango-Zambeze.
La provincia de Cuando Cubango posee, a lo largo de la cuenca de Okavango, la reserva parcial en Mavinga, con ocho mil kilómetros cuadrados y la de Luina, con cinco mil 950 kilómetros cuadrados.

## Medio ambiente
La provincia se caracteriza por tres zonas de gran vegetación, compuesta en su mayoría por un denso bosque seco, sabana con árboles y arbustos en su mitad norte, la sabana de arbustos, bosques y pantanos en la franja sur y la sabana de arbustos en el cuadrante noroccidental:
- Reserva parcial de Luiana, establecida el 17 de septiembre de 1966, con 8.400 km² de extensión.
- Reserva parcial de Mavinga establecida el 17 de septiembre de 1966, con 5.950 km² de extensión.
- Coutada Pública (región) de Mukusso creada el 15 de julio de 1959, con 25.000 km² de extensión-
- Coutada Pública (región) de Luiana creada el 15 de julio de 1959, con 13.950 km² de extensión.
- Coutada Pública (región) de Luengue creada el 15 de julio de 1959, con 16.700 km² de extensión.
- Coutada Pública (región) de Mavinga Creada el 6 de julio de 1960 con 28.750 km² de extensión;.
- Parque natural regional de Cuelei, con 4500 km² de extensión.